# François Bondy

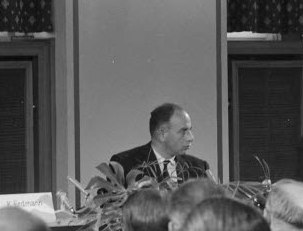
François Bondy (1963)

François Bondy (* 1. Januar 1915 in Berlin; † 27. Mai 2003 in Zürich) war ein Schweizer Essayist, Literaturkritiker und Journalist.

## Leben
François Bondy, Sohn des Autors und Regisseurs Fritz Bondy (aka N. O. Scarpi), wurde 1915 in Berlin geboren und wuchs nach dem frühen Tod seiner Mutter Margrit (geb. Breuer, gestorben 1919) in Davos, Lugano und Nizza auf. Als Schüler im Lycée de Nice (seit 1963 Lycée Masséna), wo er im September 1933 das Baccalauréat erwarb, wurde er zu einem Freund von Romain Gary, der damals noch Roman Kacew hieß. Er studierte Germanistik an der Sorbonne in Paris und schloss sein Studium mit einem Lizentiat bei Richard Alewyn 1940 ab. Bis zu seiner Internierung im Camp du Vernet 1940 und der daran anschliessenden Ausweisung lebte er als Redakteur in Paris. In Zürich war er ab 1941 als politischer Redakteur bei der Zürcher Weltwoche tätig. Danach war er als redaktioneller und als freier Mitarbeiter für renommierte schweizerische sowie ab 1945 auch für deutsche Zeitungen und Zeitschriften, darunter Der Monat, Merkur, Akzente sowie die Süddeutsche Zeitung, tätig. In Paris wurde er als Herausgeber der Zeitschrift Preuves, die von 1951 bis 1969 erschien, bekannt. Seit 1975 wirkte er als Redakteur für die Schweizer Monatshefte. Er war später auch für Die Zeit, Die Welt, die New York Times, die NZZ und weiter für die Süddeutsche tätig.
Er verfasste mehrere Bücher zur Gegenwartsliteratur sowie historisch-politische Werke und machte sich als Übersetzer von Werken von Benedetto Croce, Guglielmo Ferrero, Émil Cioran und Johann Heinrich Merck sowie mit seiner Monographie über Witold Gombrowicz (mit Konstanty Jeleński, 1978) einen Namen. Autoren wie Ignazio Silone und Nathalie Sarraute sind durch seine Vermittlung einem grösseren Publikum bekannt geworden.
Im Wintersemester 1966/1967 hielt er als Gastdozent an der Technischen Universität Berlin am Lehrstuhl von Walter Höllerer die Vorlesung Moderne Literatur von Paris aus gesehen.
Er war Mitglied der Deutschen Akademie für Sprache und Dichtung.
François Bondy war seit 1945 verheiratet mit Lillian Blumenstein; er war der Vater des Theaterregisseurs Luc Bondy.
Bondy starb 2003. 2021 wurde sein privater Nachlass nach einer Vereinbarung von Bondys Töchtern Dominique und Beatrice mit Dieter Schlenker, dem Leiter des Historischen Archivs der Europäischen Union, in dessen Archivbestände aufgenommen.

## Ehrungen und Auszeichnungen
- 1977: Johann-Heinrich-Merck-Preis der Deutschen Akademie für Sprache und Dichtung
- 1988: Ernst-Robert-Curtius-Preis für Essayistik
- 1994: Johann-Jakob-Bodmer-Medaille der Stadt Zürich

## Werke (Auswahl)

### Sachbücher
- 1940: Rapport sur le Camp du Vernet (Ariège) et sur les conditions de l'arrestation et de l'internement de nombreux étrangers en France.  In: Hanna Schramm: Menschen in Gurs. S. 321–328; „de F. B., interné en juin et juillet (1940)“
- 1970: Aus nächster Ferne. Berichte eines Literaten in Paris.
- 1972: Der Rest ist Schreiben. Schriftsteller als Aktivisten, Aufklärer und Rebellen.
- 1973: Deutschland – Frankreich, Geschichte einer schwierigen Beziehung. Mit Manfred Abelein.
- 1985: Der  Nachkrieg muß kein Vorkrieg sein. Europäische Orientierungen. DNB-Link
- 1988: Pfade der Neugier. Zehn Portraits.
- 1990: Mein dreiviertel Jahrhundert. Erinnerungen, Begegnungen, Portraits. (Autobiografie)
- 1995" Italo Svevo.  Mit Ragni Maria Gschwend. Verlag Rowohlt, Reinbek bei Hamburg, ISBN 978-3-499-50459-4.
- 2002: Eugene Ionesco – mit Selbstzeugnissen und Bilddokumenten. Verlag Rowohlt, Reinbek bei Hamburg 2002, 3. Aufl., ISBN 978-3-499-50223-1.

### Essays
- Romain Gary. In: Deutsche Zeitung - Christ und Welt, 3.–4. Februar 1962; wieder in: Verena von der Heyde-Rynsch (Hrsg.): Vive la littérature! Französische Literatur der Gegenwart. Hanser, München 1989, S. 109, 111 (mit Ganzfoto Garys)
- Romanciers für die Welt, Kritiker für die Provinz? In: Sprache im technischen Zeitalter, Nr. 9–10 (1964), S. 686–689.